# Starbuck (Insel)
Starbuck (englisch Starbuck Island, in der Vergangenheit auch Barren Island, Coral Queen Island, Hero Island, Low Island, Starve Island, Volunteer Island genannt) ist eine unbewohnte Koralleninsel im Pazifischen Ozean. Die Insel gehört zu den zentralen Line Islands und ist Teil des Territoriums von Kiribati.  

## Geographie
Starbuck ist 200 km südwestlich der Maldeninsel, etwa 740 km südöstlich der Jarvisinsel sowie etwa 620 km südlich des Äquators gelegen. Bei der Insel handelt es sich um ein gehobenes Atoll, bei welchem die Lagune vollständig vom Korallenring umschlossen ist und – bei steigender Salinität – langsam austrocknet. In Ost-West-Richtung ist die Insel 8,9 km lang und in Nord-Süd-Richtung 3,5 km breit. Die Fläche der bis zu 5 Meter hohen Insel beträgt 16,2 km², wovon etwa 4 km² auf die unregelmäßig geformte und mittlerweile ausgetrocknete Lagune entfallen.
Auf Starbuck gibt es keine natürlichen Süßwasserquellen.

## Geschichte
Die Insel wurde 1823 von Valentine Starbuck, dem Kapitän des britischen Walfängers L'Aigle, entdeckt und „Volunteer Island“ genannt. Von den Vereinigten Staaten entsprechend dem 1856 verabschiedeten Guano Islands Act beansprucht, wurde die Insel jedoch seit 1866 vom Vereinigten Königreich kontrolliert. Auf Starbuck wurde von 1870 bis 1893 Phosphatgestein abgebaut. Im späten 19. Jahrhundert strandeten einige Schiffe auf Starbuck, da die niedrige Insel fast vollständig von gefährlichen Korallenriffen umgeben ist. Zu Beginn des 20. Jahrhunderts wurde daher am westlichen Ende der Insel ein Signalturm errichtet, der unterdessen jedoch verfallen ist. Im Jahr 1916 der britischen Kolonie Gilbert- und Elliceinseln zugeschlagen, gehört Starbuck seit 1979 zum Inselstaat Kiribati.

## Tier- und Pflanzenwelt
Starbuck wurde am 29. Mai 1975 von den Vereinten Nationen zum Schutzgebiet „Starbuck Island Wildlife Sanctuary“ erklärt. Die Insel ist ein beliebtes Brutrevier für Seevögel, so gibt es mit etwa 1,5 Mio. Exemplaren eine der weltweit größten Kolonien der Rußseeschwalbe (Onychoprion fuscatus). Auf Starbuck wurden auch Exemplare der Polynesischen Ratte (Rattus exulans) gefunden, was oftmals ein Zeichen für polynesische Besuche in früheren Zeiten ist. Bewachsen ist die Insel überwiegend vom Ilima-Strauch (Sida fallax), daneben kommt mit Bidens kiribatiensis, einer Art der Zweizähne, die möglicherweise einzige endemische Pflanzenart der gesamten Line Islands vor.

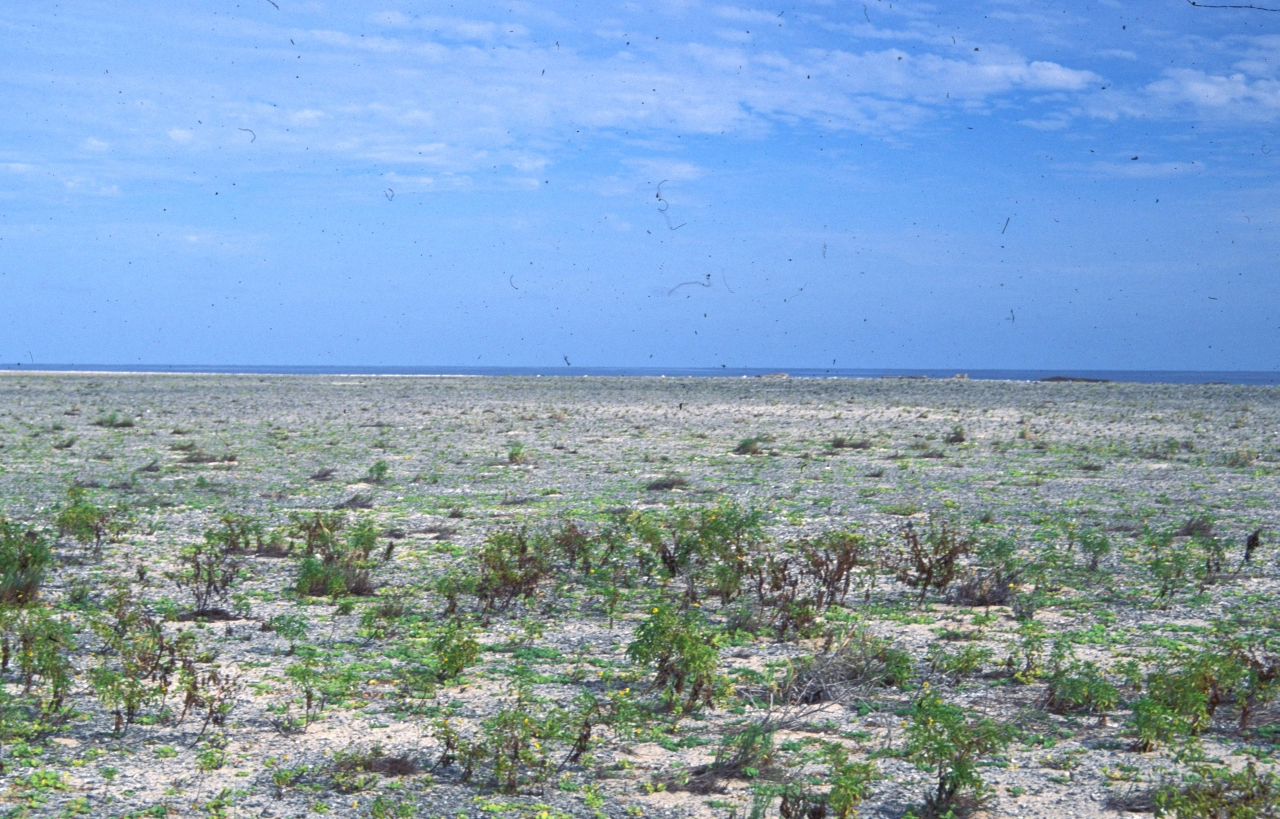
Das trockene Inselinnere
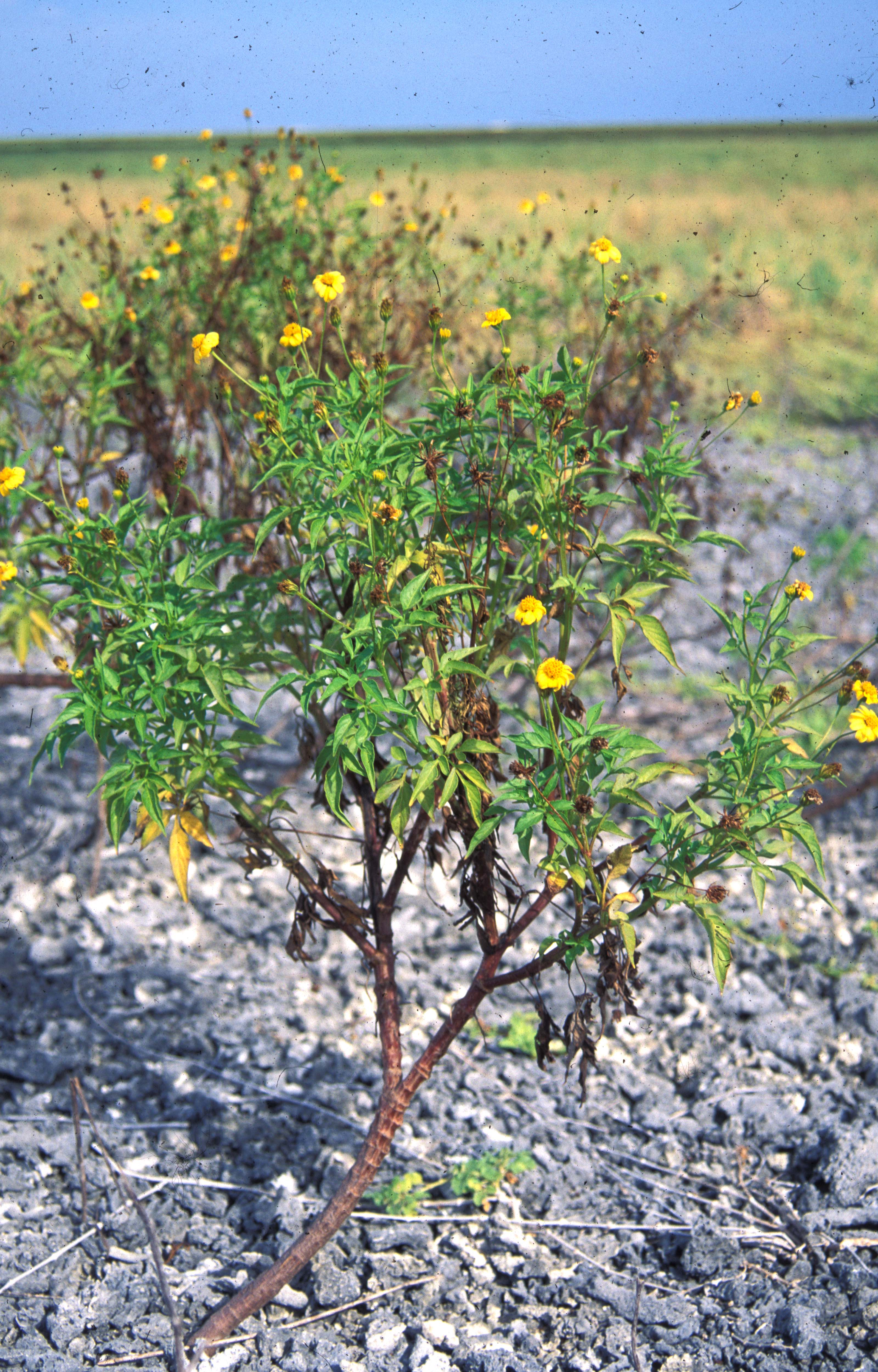
Die endemische Bidens kiribatiensis
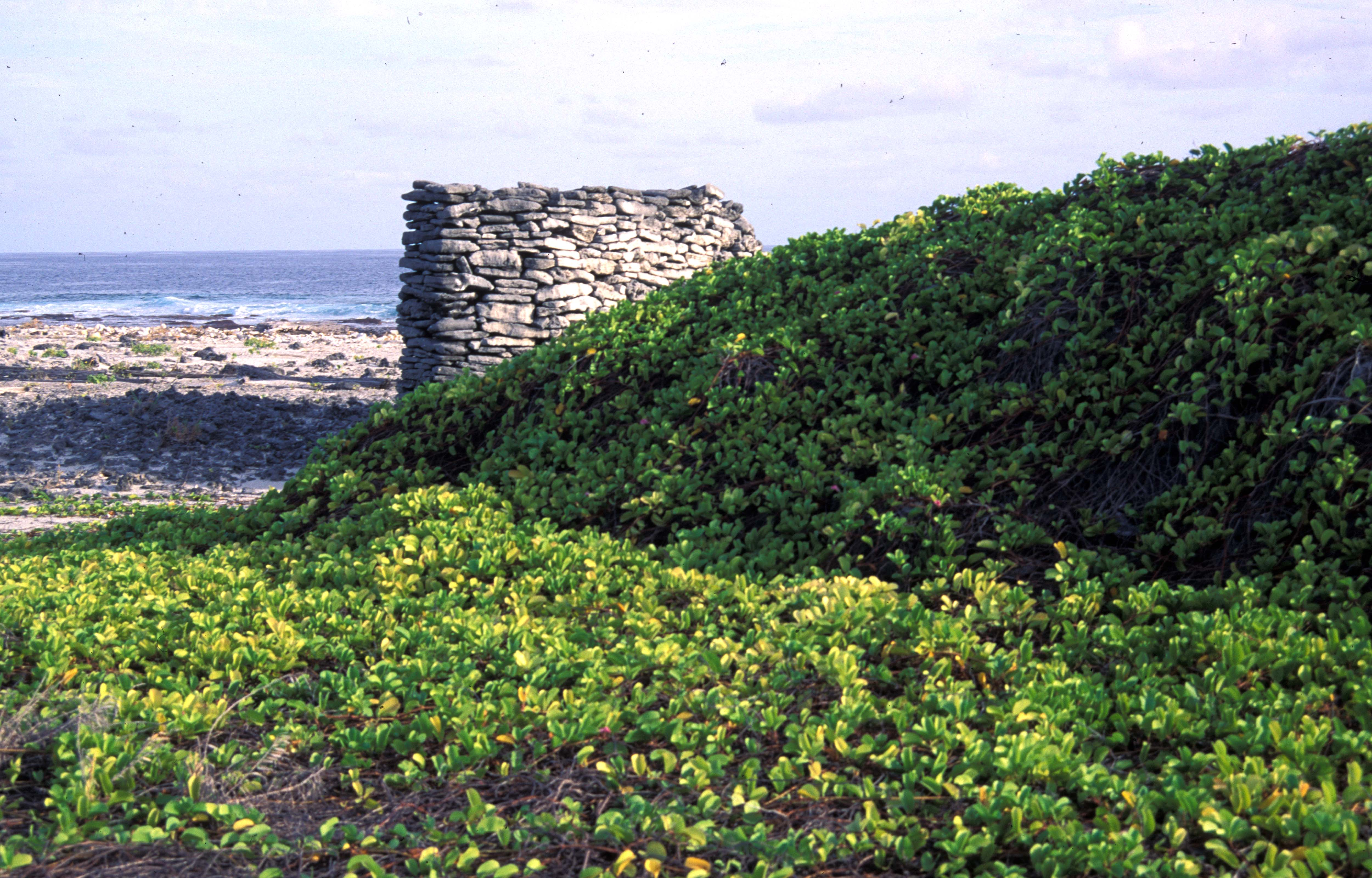
Eine von Pohuehue (Ipomoea pes-caprae) überwucherte Mauer